# Jan Bohuszewicz
Jan Bohuszewicz (ur. 7 lipca 1878 w Mławie, zm. 13 lutego 1935 w Santa Margherita Ligure, Włochy) – polski malarz. 

## Życiorys
Naukę rysunku i malarstwa pobierał u Józefa Rapackiego w Warszawie. Brał czynny udział w walkach podczas rewolucji w 1905, a następnie aby uniknąć represji wyjechał do Zakopanego. Ze względów zdrowotnych zamieszkał w Genui we Włoszech, skąd wyruszał w liczne podróże artystyczne m.in. do Wenecji, Ligurii, Chioggi i Piemontu. Polskę odwiedził w 1920 podczas wystawy indywidualnej jego prac w Towarzystwie Zachęty Sztuk Pięknych. Dwa lata później jego twórczość prezentowano w Paryżu w Association „France-Pologne”, wystawiono wówczas ok. pięćdziesięciu prac. 

## Twórczość
Posługiwał się techniką olejną, w jego sposobie tworzenia zauważalny jest wpływ impresjonizmu. Stosował jasne i łagodne kolory, którym towarzyszyła gra świateł, używał barwnych plam o prostej kompozycji bez konturów. Jan Bohuszewicz był pejzażystą, początkowo były to krajobrazy typowe dla malarstwa polskiego, następnym etapem były widoki Włoch i studia paryskie. Jednym z ulubionych tematów były studia kobiet w plenerze i widoki kwietnych łąk. Ponadto uwieczniał motywy architektoniczne, weduty i widoki włoskich portów.
Najliczniejszą w Polsce kolekcję obrazów Jana Bohuszewicza posiada Muzeum Narodowe w Warszawie i Muzeum Regionalne w Siedlcach.